# Kadebostany
Kadebostany — швейцарська музична група, створена в 2008 році в Женеві.

## Історія
Спочатку це був лише Kadebostan, справжнє ім'я якого William Jeremiah.
Група випустила свій перший альбом лише в 2011 році, під назвою«Songs From Kadebostany», — електронну музику з відтінками фанфар. Група сконцентрована на тому, щоб створити свій унікальний стиль музики, а також подарувати незабутні враження своїм слухачам.
В 2012 році до групи приєдналась співачка Аміна Каделлі, яка додала в їх музику відтінки репу та альтернативного року.
Назва Kadebostany означає «Європейська держава Кадебостані». Група представляє себе як ціла держава, яка заснована на принципах свободи, з власним президентом Кадебостаном і національною дівою Аміною, яка являє собою голос країни.
Їх відео на YouTube збирають мільйони переглядів, а музика є міксом pop, soul і східноєвропейського фолку.
У 2016 році до групи приєдналась гітаристка і вокалістка Христина, яка на думку Кадебостана, є головною скарбницею країни, тим самим маючи на увазі, що талант Христини — це справжній скарб.
Після релізу свого альбому Pop Collection група значно набрала популярність на своїй батьківщині. Сингл «Castle in the Snow» займав перші рядки чартів. Також, завдяки успішному релізу цього альбому, група потрапила в численні номінації на Swiss Music Awards в категоріях «Best Talent — National», «Best Live Act — National» и «Best Act — Romandie». Група призначила перші дати туру зі своїм альбомом, вже відомо, що вони відвідають Швейцарію, Туреччину, Україну, Росію, Францію, Австрію, Канаду, Німеччину, Грецію, Словаччину, і Чехію. Новий альбом запланований на 2017 рік і буде називатися «Soldiers of Love».
25 вересня 2015, група відвідала Україну з концертом в Києві. В 2016 провела концерти в Києві та Одесі.
"Республіка Кадебостан знаходиться на північ від Італії, на схід від Швейцарії і на захід від Туреччини, — говорить президент, — я вирішив створити цю державу сім років тому, моя мета — змінити світову попмузику. Кадебостан знаходиться між Європою і Азією — це не Захід і не Схід, а котел, де зустрічаються різні культури. А наша група — посли цієї країни ". У своїх відео кадебостанці з'являються найчастіше у військовій формі різних часів — в пам'яті при цьому виникають то словенські фанати тоталітарної естетики з Laibach, то Фредді Меркьюрі в своїх еполетах. На останнього президент дуже схожий зовні, тому на питання про нього відповідає не вперше. "Мені подобається мелодраматизм Меркьюрі, то, як він керував емоціями людей, перебуваючи на сцені: в один момент він міг здаватися переповненим щастям і відкритим, потім так само закривався і розповідав якусь свою особисту історію. Для мене гарне шоу — це такі емоційні гойдалки, де глядачі встигають і усміхнулася, і поплакати протягом години "
.
У 2018 році група виступила на фінальному шоу 5-го сезону «Танці з зірками».

## Склад
- William Jeremiah — DJ, продюсер
- Amina Cadelli — вокал (наразі не перебуває в складі групи)
- Kristina — вокал, гітара, бас (наразі не перебуває в складі групи)
- Jaafar Aggiouri — саксофон, кларнет
- Jérôme Léonard — гітара, бас
- Ross Butcher — тромбон

## Колишні учасники
На початку 2016 року вокалістка та співавтор пісень Amina Cadelli покинула гурт, вирішивши стати сольною виконавицею.
На її місце одразу прийшла нова вокалістка російського походження Kristina.
В середині 2022 року стало відомо, що Kristina більше не учасник гурту.

## Дискографія

### Альбоми
- 2011 — The National Fanfare of Kadebostany
- 2013 — Pop Collection

### Сингли
- 2012 — Walking with a Ghost
- 2013 — Crazy in Love (cover)
- 2013 — Jolan
- 2011 — Palabras
- 2014 — Goodbye
- 2014 — Castle in the Snow
- 2014 — Teddy Bear
- 2014 — The Eagle
- 2016 — Frozen To Death
- 2016 — Joy and sorrow
- 2017 — Mind If I Stay